# Volo Siberian Light Aviation 51
Il volo Siberian Light Aviation 51 è stato un volo passeggeri tra Irkutsk e Kazačinskoe, Oblast' di Irkutsk, in Siberia, vicino al lago Bajkal. Il 12 settembre 2021, il Let L 410 operante il volo è precipitato a circa 4 chilometri dall'aeroporto di Kazačinskoe. 
L'Interstate Aviation Committee (IAC o MAK), la commissione russa per gli incidenti, ha stabilito che l'incidente è stato causato dall'equipaggio che non ha rispettato le regole del volo notturno.
Il volo era operato da Aeroservice LLC.

## Contesto
L'aereo, un Let L 410 Turbolet modello UVP-E20, era stato prodotto e messo in servizio nel 2014. Il Let-410 è costruito dal produttore aerospaziale ceco Let Kunovice.
La compagnia aerea Siberian Light Aviation, conosciuta anche con il nome di Sila Avia, è stata fondata nel gennaio 2017 e opera voli a corto raggio in Siberia e nelle aree a sud-ovest della regione come Omsk, Tiumen, Ekaterinburg, Chelyabinsk e Nizhny Tagil. La sede centrale è a Magadan. Al momento dell'incidente, la flotta era composta da otto L410 e tre Antonov An-28.
Dopo un precedente record di sicurezza senza particolari avvenimenti, il volo 51 è stato il secondo incidente grave della compagnia aerea nel 2021. Il 17 luglio, il volo Siberian Light Aviation 42, un Antonov An-28 con 2 piloti e 15 passeggeri, ha subito un doppio guasto ai motori ed è precipitato in una zona remota della palude di Vasyugan, nella Siberia sud-occidentale. In quell'incidente, tutti gli occupanti sono sopravvissuti all'incidente, mentre un membro dell'equipaggio ha dovuto subire un intervento chirurgico.

## L'incidente
Dopo un precedente tentativo di atterraggio abortito alle 22:35, l'incidente è avvenuto alle 23:15 circa ora locale, durante il secondo tentativo di avvicinamento. Nella fitta nebbia, l'aereo si è scontrato con degli alberi su una scogliera vicino al fiume Kirenga, a circa 4 km a sud-ovest della pista.
I soccorritori sono giunti rapidamente sul posto e sono inizialmente riusciti a salvare tutti i passeggeri a bordo. Secondo il governatore della regione, Igor Kobzev, cinque persone sono riuscite a lasciare il relitto da sole, mentre le altre hanno dovuto essere aiutate o trasportate. Quattro persone sono morte per le ferite riportate entro 24 ore dall'incidente. Delle 16 persone a bordo, 12 sono sopravvissute. Tre passeggeri e il copilota sono rimasti uccisi.

## Le indagini
Il MAK, la Commissione russa per gli incidenti, ha avviato un'indagine lo stesso giorno. Entrambe le scatole nere sono state recuperate entro due giorni dallo schianto.
L'indagine ha dimostrato che la visibilità non superava i 500 metri né al momento del primo tentativo di atterraggio abortito dell'aereo né al momento dell'incidente.
L'aeroporto di Kazatjinskoje non disponeva di sistemi radar sofisticati e della possibilità di effettuare atterraggi strumentali (ILS). All'indomani dell'incidente, Rosaviatsia, il comitato russo di regolamentazione dell'aviazione civile, ha proposto un'indagine e la possibilità di vietare in futuro gli atterraggi notturni a Kazatjinskoje e in altri aeroporti della Russia, dove l'atterraggio a vista è l'unica possibilità e mancano le strutture per gli atterraggi strumentali.
Il comandante ha dichiarato in interrogatori successivi all'incidente che importanti strumenti di navigazione erano fuori uso e che ciò ha avuto un ruolo nell'incidente.

### Conclusioni
Nel rapporto rilasciato dall'Interstate Aviation Committee (MAK) russo è stato stabilito che la causa probabile dell'incidente è stata il mancato rispetto da parte dei piloti delle regole del volo notturno, che li ha portati ad effettuare un avvicinamento con la visibilità sotto i livelli minimi stabiliti mandando l'aereo in collisione con gli alberi. Nel rapporto di indagine sono stati trovati altri fattori che hanno contribuito all'incidente, che sono incentrati su errori dell'equipaggio dei quali, una mancata azione tempestiva nell'atterrare in un aeroporto alternativo, la riduzione della consapevolezza situazionale nell'uso del pilota automatico e la scarsa interazione tra i piloti che non hanno controllato appieno i parametri di volo.